# Kühlschrankmutter
Die Bezeichnung Kühlschrankmutter (engl. refrigerator mother) wurde im 20. Jahrhundert lange in der Bindungstheorie verwendet und bezeichnete emotionsarme Mütter, die ihre Kinder mutmaßlich zu wenig trösten, in den Arm nehmen oder mit ihnen kuscheln.
Die sogenannte Kühlschrankmutter-Theorie wurde vor allem auch als Erklärung für das Entstehen von Autismus und Schizophrenie herangezogen und gilt als wissenschaftlich widerlegt. Allerdings gibt es immer noch einige Psychotherapeuten, die diese Theorie vertreten.

## Autismus
Leo Kanner, der 1943 den frühkindlichen Autismus beschrieb, hielt es für möglich, dass Autismus auf einen Mangel an mütterlicher Wärme zurückzuführen sei. Fortgeführt wurde diese Theorie vor allem durch das Buch Die Geburt des Selbst (1967) des Psychoanalytikers Bruno Bettelheim, dessen Publikationen heute allerdings als weitgehend substanzlos angesehen werden.

### Folgen der „Kühlschrankmutter“-Theorie
Aufgrund dieser Theorie, Autismus werde durch psychische Faktoren verursacht, litten Eltern autistischer Kinder in der Vergangenheit unter ungerechtfertigten Vorwürfen. Teilweise werden auch heute noch Eltern von ihrer Umgebung für das autistische Verhalten ihrer Kinder verantwortlich gemacht. Judith Sinzig: „Je mehr Erkenntnisse gewonnen werden, umso mehr verdichtet sich jedoch das Gefühl, dass die Erforschung dieser Störung erst am Anfang steht.“

### Neurobiologische Ursachen
Mittlerweile steht fest, dass Autismus neurologische Ursachen hat, und man geht davon aus, dass genetische und Umweltfaktoren eine große Rolle bei seiner Entstehung spielen.
Eine große Meta-Studie untersuchte die Erblichkeit von Autismus anhand von Zwillingsdaten. In diese Studie gingen die Daten von 14.921 Zwillingspaaren ein, von denen ein Zwilling oder beide autistisch waren oder autistische Züge hatten. Die Studie kam zu dem Ergebnis, dass die Erblichkeit einen wesentlich größeren Einfluss als die Umwelt habe. Wenn ein eineiiger Zwilling autistisch ist, ist der andere es mit 98-prozentiger Wahrscheinlichkeit auch. Für zweieiige Zwillinge ist diese Wahrscheinlichkeit viel geringer: In der Studie liegt sie bei 53–67 %, je nachdem, wo die Grenze zwischen Autismus und Nicht-Autismus gezogen wurde.